# Souksuudden
Souksuudden (georgiska: სოუქსუს კონცხი, Souksus kontschi) är en udde i Georgien. Den ligger i den autonoma republiken Abchazien, i den nordvästra delen av landet, 400 km väster om huvudstaden Tbilisi.
Staden Gudauta ligger på uddens östra sida.